# Université Côte d'Azur
La  Universidad Côte d'Azur (en francés: Université Côte-d'Azur) es una universidad pública de investigación situada en Niza (Francia) y zonas limítrofes. En 2019 sustituyó a la Universidad de Niza Sophia Antipolis. Cuenta con cerca de 30.000 estudiantes de formación inicial y continua, de los cuales un 20% son extranjeros. Sus campus universitarios están situados en varias ciudades del departamento de los Alpes Marítimos (Niza, Cannes, Grasse, Menton), así como en el parque tecnológico de Sophia Antípolis.